# Gran Telescopio Canarias

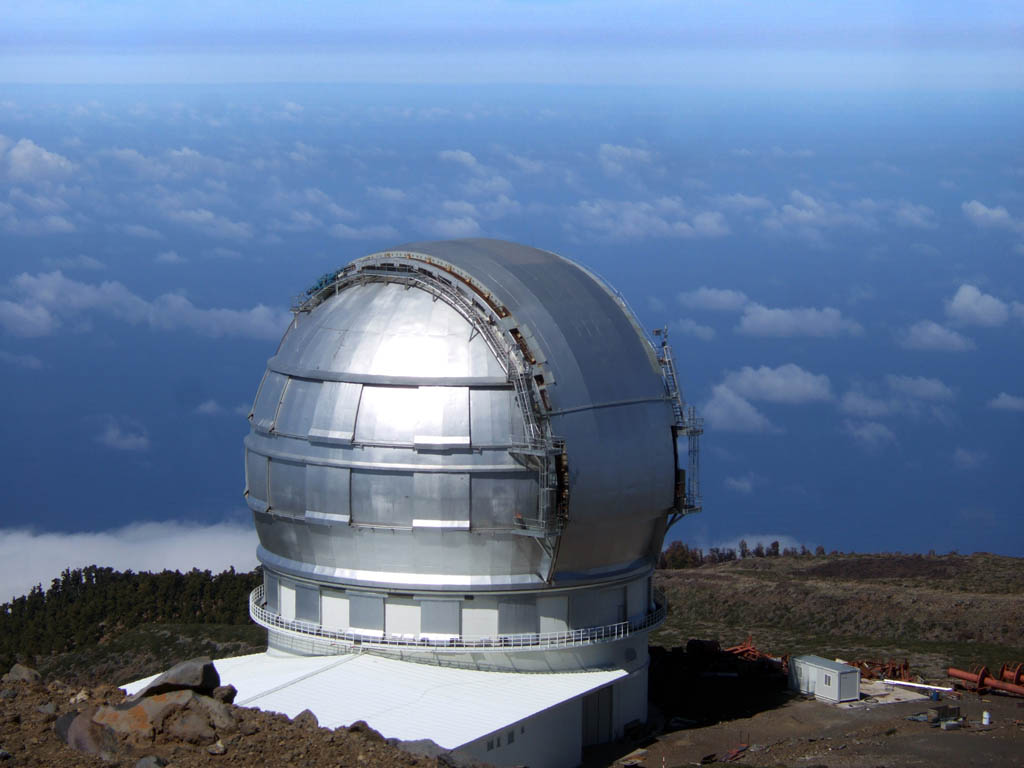
A Gran Telescopio Canarias

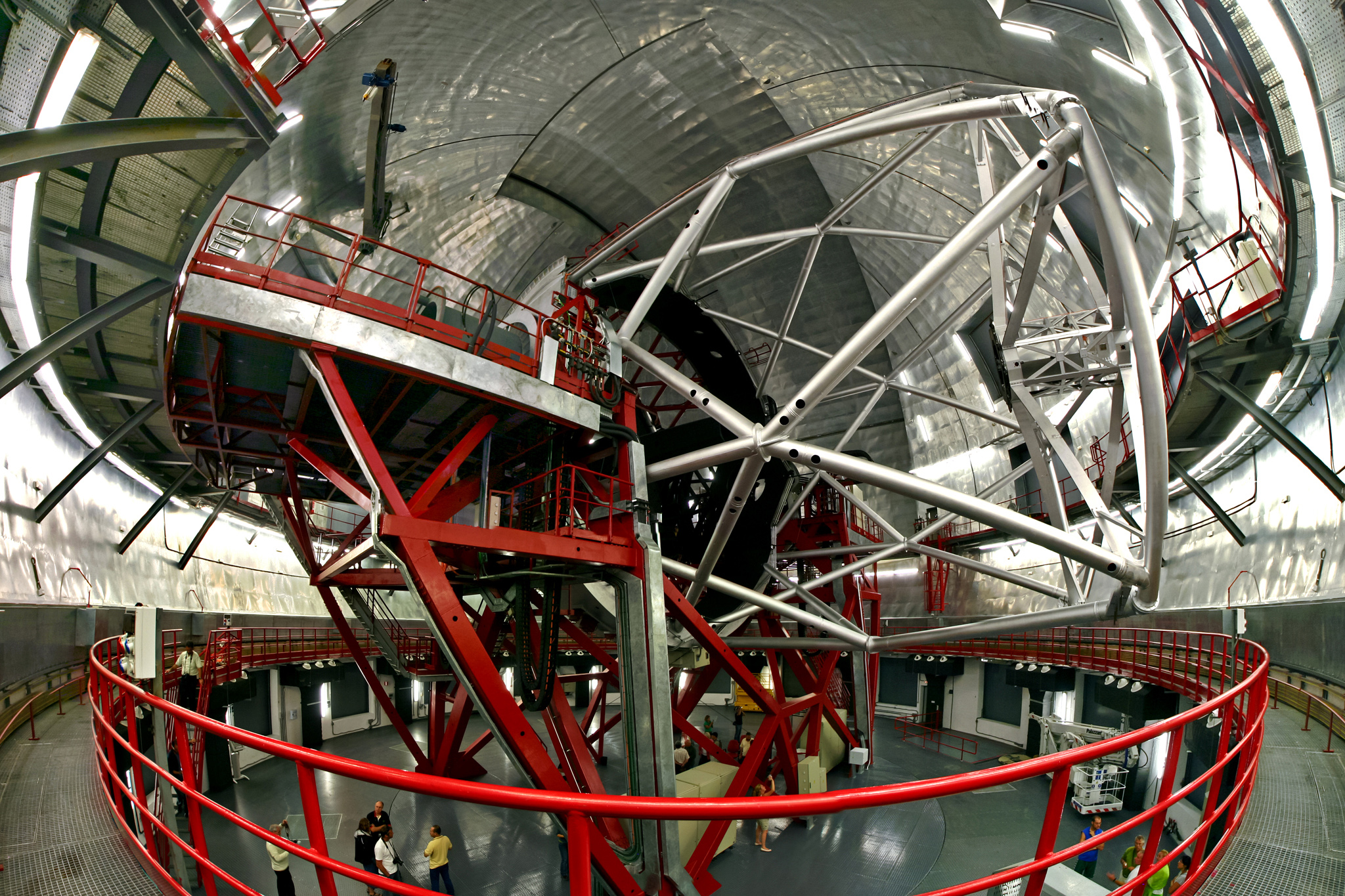
A GTC kupolája belülről, nagy látószögű felvételen. A tubus vízszintesen jobbra néző ezüst színű acélszerkezet. A főtükör nem látható, a segédtükör a kép jobb oldalán van.

A Gran Telescopio Canarias (spanyolul Kanári-szigeteki Nagy Távcső, neve néha rövidítve GranTeCan) csillagvizsgáló, mely Spanyolország (90%), Mexikó (5%) és a University of Florida (5%) megbízásából épült La Palma szigetén, 2400 méteres tengerszint feletti magasságban . 36 darab, hatszögletű szegmensből álló, 10,4 méter átmérőjű főtükrével elkészültekor a világ legnagyobb csillagászati távcsöve, főtükrének felülete körülbelül 6 négyzetméterrel nagyobb, mint a Keck Obszervatórium távcsöveié. Építési költsége körülbelül 130 millió euró.
A távcső tesztüzemét 2007. július 13-ai ünnepélyes átadását követően kezdték meg az akkorra beépített 12 tükörszegmenssel, a teljes, 36 egységből álló rendszer 2008 májusában kezdte el a tudományos munkát. A teljesen működőképes távcső ünnepélyes átadására végül 2009. július 24-én került sor. A távcsővel elsősorban nagyon távoli galaxisokat és szupernóvákat, a csillagkeletkezést, valamint exobolygókat kutatnak.

## Műszerek
A távcső átadásakor csak az OSIRIS nevű műszer volt használható, ez egy képalkotásra és egyszerre több objektum kis felbontású spektroszkópiájára használható eszköz. 365 és 1000 nanométer közti hullámhosszakon érzékeny.
A távcső fő műszerét, a University of Florida által épített CanariCamet 2010-ben állították szolgálatba. 7,5 és 25 mikrométer között, a közeli infravörös tartományban dolgozó képalkotó berendezés színképelemzésre és a fény polarizációjának vizsgálatára is alkalmas. Koronagráfként is használható.

## Külső hivatkozások
- A Gran Telescopio CANARIAS honlapja